# Marcela Costales
Laura Marcela Costales Peñaherrera (Quito, 24 de octubre de 1951-Ibidem, 26 de junio de 2020) fue una historiadora y política ecuatoriana. Ocupó el cargo de viceprefecta de Pichincha entre 2009 y 2019.

## Biografía
En el año 2017 desarrolló el proyecto SOS Mujeres Pichincha desde su cargo en la viceprefectura.

### Trayectoria política
Fue viceprefecta de la provincia de Pichincha desde el año 2009 hasta el año 2009, durante la prefectura de Gustavo Baroja

### Fallecimiento
Falleció el 28 de julio de 2021 a los 68 años de edad, a consecuencia de un tumor.

## Obras publicadas
- Memorial de la ciudad de los espejos[5]
- Mujeres patriotas y precursoras de la libertad : Bicenterario vive la independencia[6]
- Rosa Campusano: biografía[7][8]